# Pictou (hrabstwo)
Pictou – historyczne hrabstwo (geographic county) kanadyjskiej prowincji Nowa Szkocja z ośrodkiem w Pictou, powstałe w 1835, współcześnie jednostka podziału statystycznego (census division). Według spisu powszechnego z 2016 obszar hrabstwa to: 2846,28 km², a zamieszkiwało wówczas ten obszar 43 748 osób.
Hrabstwo, którego nazwa pochodzi od miana stolicy, zostało wydzielone w 1835 z hrabstwa Halifax.
Według spisu powszechnego z 2011 obszar hrabstwa zamieszkiwało 45 643 mieszkańców; język angielski był językiem ojczystym dla 97,3%, francuski dla 1,0% mieszkańców.